# Corrie Boellaard
Cornelia Gerardina (Corrie) Boellaard (Nijmegen, 6 februari 1869 – Laren, 29 november 1934) was een Nederlandse schilder en tekenaar. Zij was ook bekend als Corrie Rink-Boellaard en Corrie Treub-Boellaard.

## Leven en werk
Boellaard was lid van de familie Boellaard en een dochter van Jan Willem Boellaard (1830-1923), heer van Herwijnen, en Eliza Eleonora de Vogel (1842-1912). Haar vader was legerofficier en adjudant i.b.d. van koningin Wilhelmina. Ze kreeg les van Gerard Overman in Amsterdam en van Jules-Joseph Lefèvre en Tony Robert-Fleury aan de Académie Julian in Parijs. Ze trouwde in 1899 met de schilder Paulus Philippus (Paul) Rink (1861-1903), van wie ze vervolgens ook les kreeg. Ze hertrouwde in 1907 met prof. dr. Hector Treub (1856-1920), hoogleraar verloskunde aan de Amsterdamse universiteit. In 1916 vestigde het paar zich in Laren.
Boellaard schilderde en tekende landschappen, interieurs en figuurvoorstellingen. Ze was lid van Arti et Amicitiae en Sint Lucas. Ze exposeerde onder meer bij de Nationale Tentoonstelling van Vrouwenarbeid 1898, De Vrouw 1813-1913 en tentoonstellingen van Levende Meesters. 

## Werken (selectie)

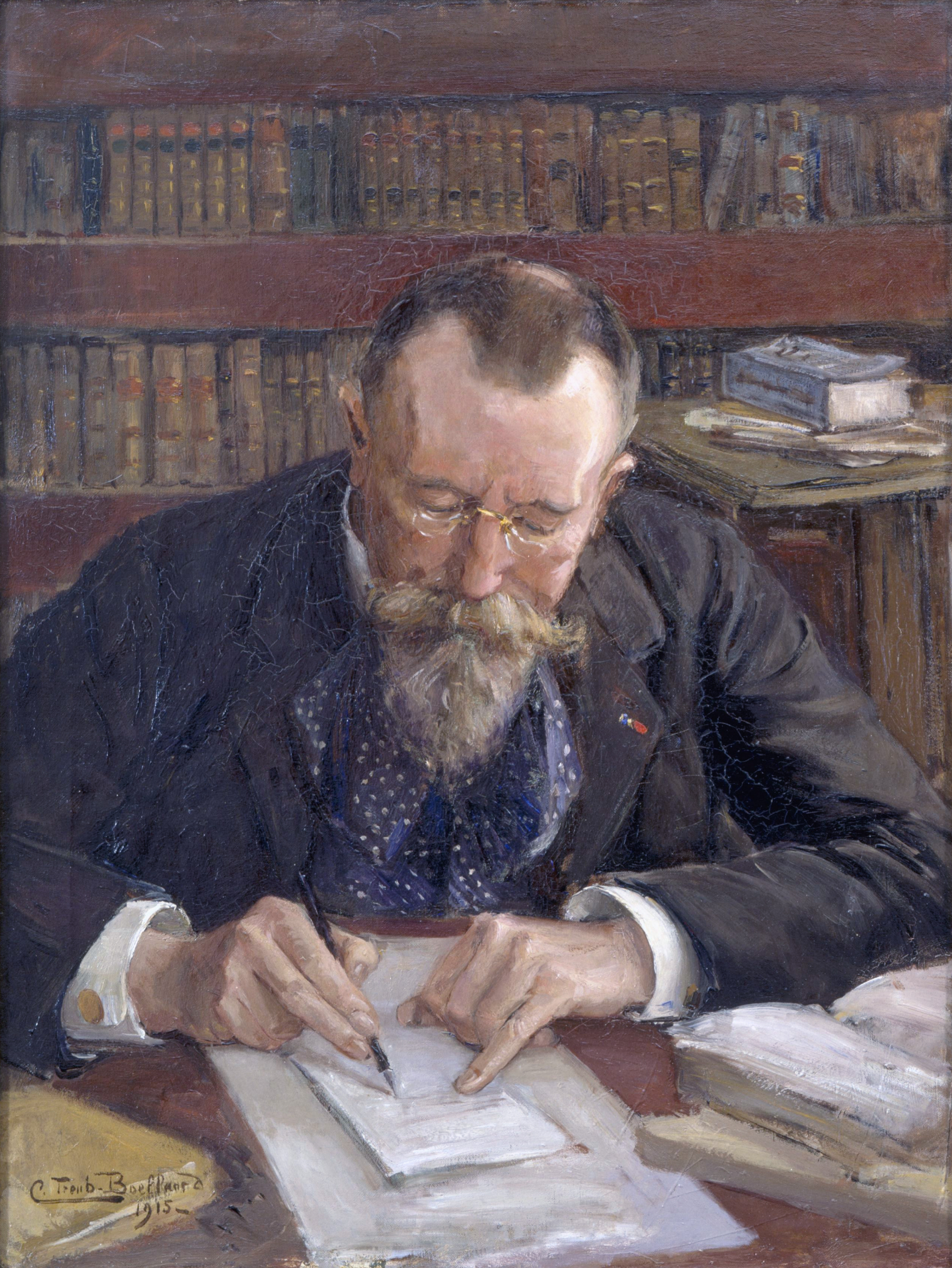
Portret van Hector Treub